# 宮川数馬
宮川 数馬（みやかわ かずま、天保12年（1841年）? - 慶応4年1月3日（1868年1月27日））は、新選組隊士。

## 生涯
近江膳所藩出身。元治元年（1864年）10月の加盟で、入京時の名を博と記す。その後の編成では武田観柳斎の六番組に所属する。この時28歳位というが、確証がない。慶応3年（1867年）6月10日の幕府召抱えでは、平隊士として名を連ねる。翌年1月3日の鳥羽・伏見の戦いで戦死した。御香宮神社の名簿にも名がある。